# Mojżesz ben Szem Tow
Mojżesz ben Szem Tow z Leonu (ur. ok. 1240, zm. 1305 w Arévalo) – żydowski pisarz i kabalista z Hiszpanii, rabin.
Autor lub redaktor jednej z głównych ksiąg Kabały, napisanej po aramejsku, wydanej w 1290 Sefer ha-Zohar. Dzieło to do dzisiaj pozostaje podstawowym tekstem żydowskiej mistyki i średniowiecznej kabały. Jest również jako jedyne stawiane w tradycji żydowskiej na równi z Biblią i Talmudem.
Inne ważniejsze jego prace to:
- Or zarua (hebr. ‏אור זרוע‎, „Światło rozproszone”) – dzieło na temat stworzenia
- Sefer ha-Szem (hebr. ‏ספר השם‎, „Księga Imienia [Pańskiego]”, czyli „Księga Boga”)
- Miszkan ha-edut (hebr. ‏משכן העדות‎, „Siedziba świadectwa”) – dzieło o duszy
- Ha-Nefesz ha-chachama (hebr. ‏הנפש החכמה‎) – dzieło o duszy i jej eschatologii